# Charlie i Mabel na spacerze
Charlie i Mabel na spacerze (ang. Getting Acquainted) − amerykański film niemy z 1914 roku, w reżyserii Charliego Chaplina. 

## Główne role
- Charlie Chaplin – małżonek
- Phyllis Allen – żona
- Mabel Normand – żona Ambrose'a
- Mack Swain – Ambrose
- Cecile Arnold – dziewczyna
- Edgar Kennedy – Turek
- Harry McCoy – policjant